# Tipula insulicola
Tipula insulicola är en tvåvingeart. Tipula insulicola ingår i släktet Tipula och familjen storharkrankar.

## Underarter
Arten delas in i följande underarter:
- T. i. fuscicauda
- T. i. insulicola